# Satoshi Nagano
Satoshi Nagano (født 2. august 1982) er en tidligere japansk fodboldspiller.
Han har spillet for flere forskellige klubber i sin karriere, herunder Avispa Fukuoka og Giravanz Kitakyushu.